# Konstanca Sicilska
- Konstancija I., kraljica Sicilije
- Konstancija II., kraljica Sicilije